# Mikulice (województwo podkarpackie)
Mikulice – wieś w Polsce położona w województwie podkarpackim, w powiecie przeworskim, w gminie Gać.
W latach 1975–1998 miejscowość administracyjnie należała do województwa przemyskiego.
Wierni Kościoła rzymskokatolickiego należą do parafii św. Fabiana i św. Sebastiana w Ostrowie.

## Części wsi
| SIMC    | Nazwa        | Rodzaj    |
| ------- | ------------ | --------- |
| 0602710 | Jawornik     | część wsi |
| 0602727 | Przedmieście | część wsi |

## Historia
Nazwa wsi pochodzi prawdopodobnie od zruszczonego imienia „Mikuły”. W 1375 wieś wzmiankowana po raz pierwszy jako Myculicze, gdy Otton z Pilczy nadał ją Wierzbięcie. W 1407 istniał murowany dwór, a w 1447 wieś znalazła się w kluczu kańczudzkim. W 1515 wieś była wzmiankowana w regestrach poborowych jako Mykulycze posiadające 3 łany kmiece. W 1589 była to wieś szlachecka, własność Konstantego Korniakta, położona w ziemi przemyskiej województwa ruskiego,. W 1628 wieś wchodziła w skład klucza białobockiego.
W XVII wieku właścicielami wsi byli Korniaktowie z Białobok. Następnymi właścicielami byli Potoccy, Bratkowscy, Wolscy, a w XIX i XX wieku Stojałowscy i Turnauowie (przodkowie m.in. Grzegorza Turnaua).
W parku znajdował się dwór rodziny Turnau, który 12/13 listopada 1993 spłonął w czasie pożaru i później został rozebrany.